# Lino Grava
Lino Grava (Vittorio Veneto, 5 marzo 1927 – Città Sant'Angelo, 18 gennaio 2010) è stato un calciatore italiano, di ruolo terzino.
È scomparso nel 2010 all'età di quasi 83 anni dopo una lunga malattia.

## Carriera
Cresciuto nella squadra della sua città, il Vittorio Veneto, nell'estate 1947 viene acquistato dal Milan, con cui disputerà le prime 3 partite della stagione 1947-1948.
Nel 1949 passa al Torino, che deve faticosamente ricostruire la squadra dopo la tragedia di Superga. Dopo una prima stagione da rincalzo (11 presenze), si impone da terzino titolare a partire dall'annata 1950-1951.
Nel 1952 torna a Milano, questa volta per militare nell'Inter, e coi nerazzurri che in quella stagione vinceranno il loro sesto scudetto scende in campo in campionato in una sola occasione (vittoria interna sul Bologna del 19 ottobre 1952).
A fine stagione scende in Serie B col Monza, con cui realizzerà l'unica rete della sua carriera, per poi tornare al Torino nel 1954. Grava indosserà la maglia granata per altre sei stagioni, seguendo i piemontesi in Serie B dopo la retrocessione della stagione 1958-1959 e partecipando all'immediato ritorno in massima serie. Grava non seguirà tuttavia i granata in Serie A, restando invece fra i cadetti nelle file del Verona, dove resterà fino al 1961-1962 prima di chiudere l'attività agonistica.
In carriera ha totalizzato complessivamente 201 presenze in Serie A e 104 presenze e una rete in Serie B.
Nel 1957, durante la militanza nel Torino ha ottenuto una presenza nella Nazionale B, in occasione di una sfida contro l'Egitto.

## Palmarès

### Club

#### Competizioni nazionali
- Campionato italiano: 1

Inter: 1952-1953
- Serie B: 1

Torino: 1959-1960